# Gerda Verburg

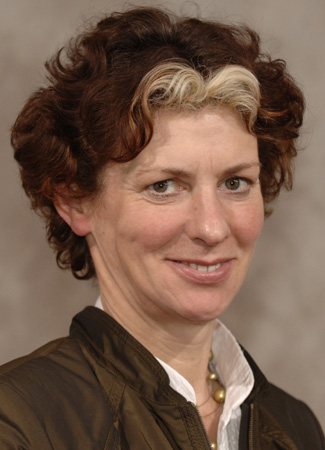
Gerda Verburg

Gerritje Verburg, bekannt als Gerda Verburg (* 19. August 1957 in Zwammerdam bei Alphen aan den Rijn) ist eine niederländische Politikerin des Christen-Democratisch Appèl (CDA). Im Kabinett Balkenende IV war sie von 2007 bis 2010 Ministerin für Landwirtschaft, Natur und Lebensmittelqualität.

## Leben
Verburg wuchs in einer von der Landwirtschaft geprägten Familie auf. Sie besuchte die MAVO und HAVO in Bodegraven und Alphen aan den Rijn. 1976 begann sie ein Studium in Kampen. Danach arbeitete sie als Generalsekretärin der Christian Rural Youth. 1982 wechselte sie beruflich zur Christelijk Nationaal Vakverbond. 1998 gelang ihr der Einzug als Abgeordnete in die Zweite Kammer der Generalstaaten für den CDA. Sie befürwortete als CDA-Abgeordnete die Einführung der gleichgeschlechtlichen Ehe und ist selbst die erste offen homosexuell lebende Ministerin im niederländischen Parlament. Vom 22. Februar 2007 bis den 14. Oktober 2010 war Verburg Landwirtschaftsministerin der Niederlande. Seit dem 1. Juli 2011 ist sie Ständige Repräsentantin der Niederlande bei der Ernährungs- und Landwirtschaftsorganisation der Vereinten Nationen (FAO), dem Internationalen Fonds für landwirtschaftliche Entwicklung (IFAD) und dem Welternährungsprogramm der Vereinten Nationen (WFP) in Rom.
Privat ist Verburg sehr sportlich, reitet und läuft Marathon und lebt mit ihrer Partnerin Willy Westerlaken, einer Jugendfreundin, mit der sie seit über 25 Jahren liiert ist, in Woerden.